# Kowdor
Kowdor (russisch Ковдор) ist eine Stadt in der Oblast Murmansk (Russland) mit 21.297 Einwohnern (Stand 14. Oktober 2010).

## Geografie
Die Stadt liegt jenseits des Nördlichen Polarkreises nahe der finnischen Grenze, etwa 370 km südwestlich der Oblasthauptstadt Murmansk am Oberlauf des Flüsschens Kowdora im Einzugsbereich des Imandra-Sees.
Kowdor ist Verwaltungszentrum des Stadtkreises Rajon Kowdor.

## Geschichte

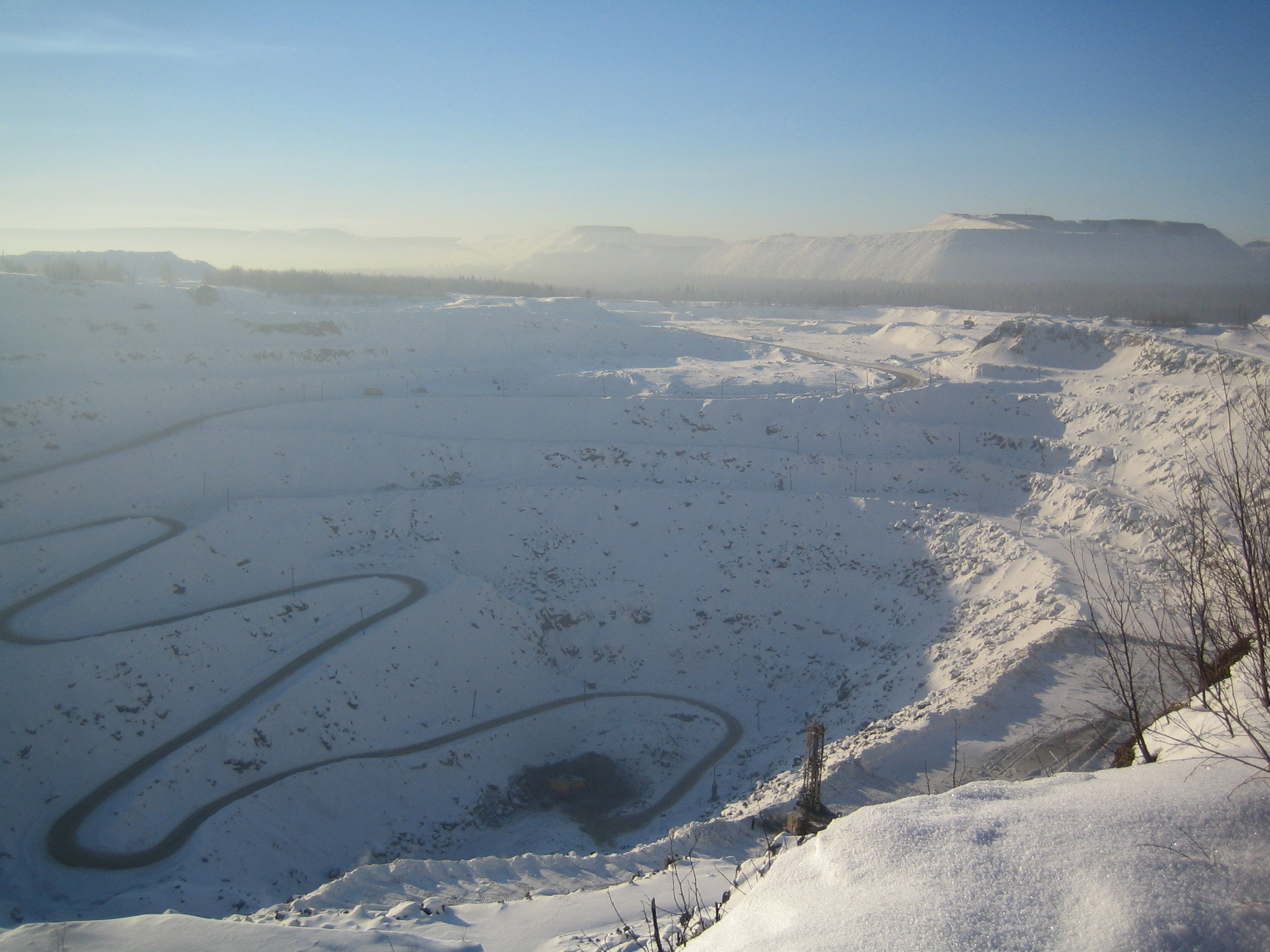
Tagebau in Kowdor

1933 wurde im Bereich der heutigen Stadt eine Eisenerzlagerstätte sowie Karbonatite entdeckt. Zunächst begann man 1934 mit dem Abbau von Glimmer.
Nach einer Unterbrechung der Bergbautätigkeit wegen des Zweiten Weltkriegs entstand die Siedlung Kowdor 1953 im Zusammenhang mit der großmaßstäblichen Erschließung der Eisenerzlagerstätte und dem Bau einer Anreicherungsfabrik. Die Bezeichnung wurde vom Namen des Sees Kowdorosero abgeleitet (auch Kowtosero oder Koftosero, vermutlich von sami kuwt für Schlange).
1956 wurde der Status einer Siedlung städtischen Typs und am 20. September 1965 das Stadtrecht verliehen.

### Bevölkerungsentwicklung
| Jahr | Einwohner |
| ---- | --------- |
| 1959 | 5.358     |
| 1970 | 12.387    |
| 1979 | 23.211    |
| 1989 | 30.478    |
| 2002 | 20.867    |
| 2010 | 21.297    |

Anmerkung: Volkszählungsdaten

## Wirtschaft
Stadtbildbestimmend ist die Förderung von Eisenerz im Tagebau und dessen Anreicherung durch die Firma Kowdorski GOK (im Besitz des EuroChem-Konzerns). In geringerem Umfang werden als Nebenprodukte Apatit und Vermiculit abgebaut. Daneben gibt es Holzwirtschaft.

## Verkehr
Die Stadt ist Endpunkt einer 117 km langen Bahnstrecke, die im Bahnhof Pinosero von der Murmanbahn abzweigt. Sie wurde 1956 eröffnet.

## Persönlichkeiten
- Anna Tscholowjaga (* 1992), Fußballspielerin